# Volksbank Helmstedt
Die Volksbank Helmstedt eG war eine Genossenschaftsbank mit Sitz in Helmstedt. Das Geschäftsgebiet der Bank umfasste die Stadt Helmstedt sowie Teile des Umlandes und Haldensleben.

## Geschichte
Die Bank wurde 1860 als Helmstedter Bürger-Darlehenskasse gegründet. Sie ist aus lokalen gewerblichen und landwirtschaftlichen Genossenschaftsbanken hervorgegangen. Ziel war es damals, den Mittelstand von Helmstedt mit kleinen Betriebsdarlehen zu versorgen. Nach der Umwandlung in einen Spar- und Vorschussverein wurde ein Schritt vollzogen, um eine Kreditgenossenschaft aufzubauen, die nach den Prinzipien von Hermann Schulze-Delitzsch Selbsthilfe, Selbstverantwortung und Selbstverwaltung arbeitete. Auch übernahm die Bank Aufgaben einer Sparkasse für Nichtmitglieder.
Anlässlich ihres 125-jährigen Bestehens stiftete die Volksbank Helmstedt der Stadt Helmstedt im Jahr 1985 das Glockenspiel am Rathaus, das viermal täglich erklingt. 2010 realisierte die Bank neben der Stiftung Niedersächsischer Volksbanken, der Raiffeisenbanken Hannover und der Bürgerstiftung Ostfalen die Finanzierung des Herzog-Julius-Denkmals des Künstlers Georg Arfmann in der Neumärker Straße an der Ecke Collegienstraße in Helmstedt. 2011 förderte sie mit 3.000 Euro eine behindertengerechte Einstiegsleiter für das Schwimmerbecken im Waldbad Birkerteich.
Im Jahre 2016 fusionierte die Bank mit den Volksbanken Wolfenbüttel-Salzgitter und Vechelde-Wendeburg zur Volksbank eG, Wolfenbüttel.